# Festival international du film de Toronto 2011

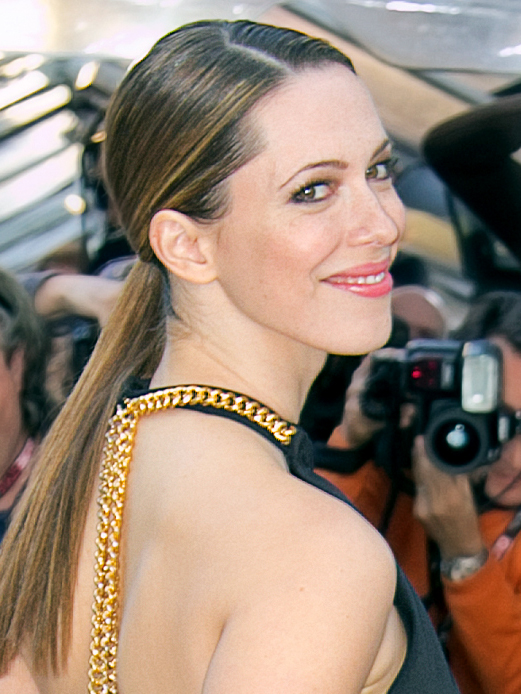
Rebecca Hall au Festival international du film de Toronto 2011.

Le Festival international du film de Toronto 2011, la 36e édition du festival, s'est déroulé du 8 au 18 septembre 2011.

## Palmarès
| Prix                                       | Film                                         | Réalisateur        |
| ------------------------------------------ | -------------------------------------------- | ------------------ |
| People's Choice Award                      | Et maintenant, on va où ?                    | Nadine Labaki      |
| People's Choice Award « Documentary »      | Les Maldives : le Combat d'un président (en) | Jon Shenk          |
| People's Choice Award « Midnight Madness » | The Raid                                     | Gareth Evans       |
| Meilleur film canadien                     | Monsieur Lazhar                              | Philippe Falardeau |
| Meilleur premier film canadien             | Edwin Boyd                                   | Nathan Morlando    |
| Meilleur court métrage canadien            | Doubles with Slight Pepper                   | Ian Harnarine (en) |
| Prix FIPRESCI « Special Presentations »    | Le Premier Homme                             | Gianni Amelio      |
| Prix FIPRESCI « Discovery »                | Avalon (sv)                                  | Axel Petersén (sv) |

## Sélection

### Gala Presentations
- Albert Nobbs de Rodrigo García
- Les Bien-aimés de Christophe Honoré
- Butter de Jim Field Smith (en)
- A Dangerous Method de David Cronenberg
- Effraction (Trespass) de Joel Schumacher
- From the Sky Down (en) de Davis Guggenheim
- Un heureux événement de Rémi Bezançon
- Killer Elite de Gary McKendry
- The Lady de Luc Besson
- Machine Gun (Machine Gun Preacher) de Marc Forster
- La Maison des ombres de Nick Murphy (en)
- Les Marches du pouvoir de George Clooney
- Oh My God! de Tanya Wexler
- Page Eight de David Hare
- Peace, Love and Misunderstanding de Bruce Beresford
- Starbuck de Ken Scott
- Le Stratège (Moneyball) de Bennett Miller
- Take This Waltz de Sarah Polley
- W.E. de Madonna
- Winnie de Darrell Roodt

### Masters
- Ceci n'est pas un film de Mojtaba Mirtahmasb et Jafar Panahi
- Le Cheval de Turin de Béla Tarr et Ágnes Hranitzky (hu)
- La Folie Almayer de Chantal Akerman
- Faust d'Alexandre Sokourov
- Le Gamin au vélo des Frères Dardenne
- Hard Core Logo 2 (en) de Bruce McDonald
- Le Havre d'Aki Kaurismäki
- Hors Satan de Bruno Dumont
- I wish de Hirokazu Kore-eda
- Il était une fois en Anatolie de Nuri Bilge Ceylan
- Les Neiges du Kilimandjaro de Robert Guédiguian
- Pina de Wim Wenders
- Restless de Gus Van Sant

### Special Presentations
- 11 Fleurs de Wang Xiaoshuai
- 360 de Fernando Meirelles
- 50/50 de Jonathan Levine
- Afghan Luke (en) de Mike Clattenburg
- À la folie de Drake Doremus
- Americano de Mathieu Demy
- Anonymous de Roland Emmerich
- The Artist de Michel Hazanavicius
- Breakaway (en) de Robert Lieberman
- Burning Man de Jonathan Teplitzky
- Café de Flore de Jean-Marc Vallée
- Countdown (ko) de Huh Jong-ho
- Damsels in Distress de Whit Stillman
- Dark Horse de Todd Solondz
- Death of a Superhero d'Ian Fitzgibbon (en)
- The Deep Blue Sea de Terence Davies
- The Descendants d'Alexander Payne
- Drive de Nicolas Winding Refn
- Edwin Boyd de Nathan Morlando
- Elles de Małgorzata Szumowska
- Ennemis jurés de Ralph Fiennes
- Et maintenant, on va où ? de Nadine Labaki
- Un été brûlant de Philippe Garrel
- L'Œil du cyclone (The Eye of the Storm) de Fred Schepisi
- La Femme du Vème de Paweł Pawlikowski
- Friends with Kids de Jennifer Westfeldt
- Fight Games de Michael Dowse
- Habemus papam de Nanni Moretti
- Les Hauts de Hurlevent d'Andrea Arnold
- Headhunters de Morten Tyldum
- Hick de Derick Martini
- The Hunter de Daniel Nettheim
- Intruders de Juan Carlos Fresnadillo
- Jeff, Who Lives at Home de Jay Duplass et Mark Duplass
- Ulysse, souviens-toi ! de Guy Maddin
- Killer Joe de William Friedkin
- Love Next Door de Julian Farino
- Low Life de Nicolas Klotz
- Martha Marcy May Marlene de Sean Durkin
- Mausam de Pankaj Kapur
- Melancholia de Lars von Trier
- Monsieur Lazhar de Philippe Falardeau
- Mon pire cauchemar d'Anne Fontaine
- The Moth Diaries (en) de Mary Harron
- L'Ordre et la Morale de Mathieu Kassovitz
- Pearl Jam Twenty (en) de Cameron Crowe
- La piel que habito de Pedro Almodóvar
- Poulet aux prunes de Vincent Paronnaud et Marjane Satrapi
- Le Premier Homme de Gianni Amelio
- Rampart d'Oren Moverman
- Des saumons dans le désert de Lasse Hallström
- Shame de Steve McQueen
- Seediq Bale de Wei Te-Sheng
- Sleeping Beauty de Julia Leigh
- Sous la ville d'Agnieszka Holland
- Take Shelter de Jeff Nichols
- Ten Years de Jamie Linden
- Terraferma d'Emanuele Crialese
- Trishna de Michael Winterbottom
- Twixt de Francis Ford Coppola
- Tyrannosaur de Paddy Considine
- Une vie meilleure de Cédric Kahn
- La Vie sans principe de Johnnie To
- Une vie simple d'Ann Hui
- Le Village de carton d'Ermanno Olmi
- Violet & Daisy de Geoffrey S. Fletcher
- We Need to Talk about Kevin de Lynne Ramsay

### Discovery
- Les Acacias de Pablo Giorgelli
- Aloïs Nebel de Tomáš Luňák
- Avalon (sv) d'Axel Petersén (sv)
- Behold the Lamb de John McIlduff
- La Brindille d'Emmanuelle Millet
- The Brooklyn Brothers Beat the Best (en) de Ryan O'Nan
- Bunohan (ms) de 	Dain Iskandar Said
- El circuito de Román (es) de Sebastián Brahm
- Cuchera de Joseph Laban (en)
- Volcano (Eldfjall) de Rúnar Rúnarsson
- L'Envahisseur de Nicolas Provost
- Habibi Rasak Kharban de Susan Youssef
- Hanaan de Ruslan Pak
- Historias: Les histoires n'existent que lorsque l'on s'en souvient de Júlia Murat
- Hot boy nổi loạn (vi) de Ngoc Dang Vu
- Hyvä poika (fi) de Zaida Bergroth (fi)
- J'aime regarder les filles de Frédéric Louf
- Jeux d'été de Rolando Colla
- Nouveau Souffle de Karl Markovics
- Onder Ons (nl) de Marco van Geffen
- The Other Side of Sleep de Rebecca Daly
- Pariah de Dee Rees
- Portrait au crépuscule d'Angelina Nikonova
- Sword Identity (en) de Haofeng Xu
- Trois sœurs de Milagros Mumenthaler

### Reel to Reel
- Arirang de Kim Ki-duk
- The Boy Who Was a King (bg) d'Andrey Paounov (en)
- Comic-Con Episode IV: A Fan's Hope de Morgan Spurlock
- Crazy Horse de Frederick Wiseman
- Dark Girls (en) de D. Channsin Berry et Bill Duke
- Duch, le maître des forges de l'enfer de Rithy Panh
- Die Geschichte der Auma Obama (en) de Branwen Okpako
- Gerhard Richter: Painting de Corinna Belz
- Girl Model (en) de David Redmon et Ashley Sabin
- I'm Carolyn Parker: The Good, the Mad and the Beautiful de Jonathan Demme
- In My Mother's Arms (en) d'Atea Al-Daradji et Mohamed Al-Daradji (ar)
- Into the Abyss de Werner Herzog
- Last Call at the Oasis de Jessica Yu
- The Last Dogs of Winter de Costa Botes
- The Last Gladiators d'Alex Gibney
- Paradise Lost 3: Purgatory de Joe Berlinger et Bruce Sinofsky (en)
- Paul Williams Still Alive de Stephen Kessler
- Pink Ribbons, Inc. (en) de Léa Pool
- Samsara de Ron Fricke
- Sarah Palin: You Betcha! (en) de Nick Broomfield et Joan Churchill
- The Story of Film: An Odyssey (en) de Mark Cousins
- Surviving Progress de Mathieu Roy et Harold Crooks
- The Tall Man (en) de Tony Krawitz
- Undefeated de Daniel Lindsay (en) et T. J. Martin (en)
- Urbanized (en) de Gary Hustwit
- Whores’ Glory de Michael Glawogger

### Vanguard
- El año del tigre (es) de Sebastián Lelio
- Carré blanc de Jean-Baptiste Leonetti
- Les Crimes de Snowtown (Snowtown) de Justin Kurzel
- Doppelgänger Paul de Kris Elgstrand et Dylan Akio Smith
- Génération P de Viktor Guinzbourg
- Headshot (th) de Pen-ek Ratanaruang
- Hidden Driveway de Sarah Goodman
- I Am a Good Person/I Am a Bad Person (en) d'Ingrid Veninger
- Love and Bruises de Lou Ye
- Oslo, 31 août (Oslo, 31. august) de Joachim Trier

### IFF kids
- Le Concours de danse (en) de Bess Kargman
- The Flying Machine (en) de Martin Clapp, Geoff Lindsey (en) et Dorota Kobiela
- Lettre à Momo de Hiroyuki Okiura
- Un monstre à Paris d'Éric Bergeron

### Mavericks
- Barrymore d'Érik Canuel
- Midnight's Children de Deepa Mehta
- A Conversation With Francis Ford Coppola
- The Island President (en) de Jon Shenk
- The Love We Make (en) d'Albert et David Maysles
- Neil Young Journeys (en) de Jonathan Demme
- Sony Pictures Classics 20th Anniversary: Michael Barker and Tom Bernard
- Tahrir 2011 (ar) de Tamer Ezzat, Ahmad Abdalla, Ayten Amin et Amr Salama (arz)
- Tilda Swinton

### City to City: Buenos Aires
- Caprichosos de San Telmo d'Alison Murray (en)
- City to City Panel: Buenos Aires
- El gato desaparece (en) de Carlos Sorín
- El estudiante de Santiago Mitre
- Invasión de Hugo Santiago
- Mundo grúa de Pablo Trapero
- Un mundo misterioso de Rodrigo Moreno
- Las piedras de Román Cárdenas
- Pompeya de Tamae Garateguy
- Tierra de los Padres de Nicolás Prividera
- Vaquero de Juan Minujín

### Contemporary World Cinema
- 388 Arletta Avenue de Randall Cole
- Always Brando (en) de Ridha Béhi
- Un amour de jeunesse de Mia Hansen-Løve
- Au revoir de Mohammad Rasoulof
- Azhagar Samiyin Kuthirai (ta) de Suseenthiran (ta)
- Beauty d'Oliver Hermanus
- Billy Bishop Goes to War de Barbara Willis Sweete
- Boker tov adon Fidelman de Yossi Madmoni
- Bonsái de Cristián Jiménez
- La Colline aux coquelicots de Gorō Miyazaki
- La Couleur de l'océan (Die Farbe des Ozeans) de Maggie Peren
- Derniers jours à Jérusalem de Tawfik Abu Wael
- Dirch de Martin Zandvliet
- Elena d'Andreï Zviaguintsev
- Extraterrestrial de Nacho Vigalondo
- La Falaise argentée de Karim Aïnouz
- Footnote de Joseph Cedar
- The Forgiveness of Blood de Joshua Marston
- Heleno de José Henrique Fonseca (pt)
- Himizu de Sion Sono
- L'Hiver dernier de John Shank
- Les Hommes libres d'Ismaël Ferroukhi
- I'm Yours (en) de Leonard Farlinger (en)
- Isole de Stefano Chiantini
- Juan of the Dead d'Alejandro Brugués
- Lena de Christophe Van Rompaey
- Lipstikka de Jonathan Sagall
- Lucky d'Avie Luthra (en)
- Les Mains rudes de Mohamed Asli
- Ma meilleure amie, sa sœur et moi de Lynn Shelton
- Man on Ground (en) d'Akin Omotoso
- Michael de Markus Schleinzer
- Michael (en) de Ribhu Dasgupta
- Miss Bala de Gerardo Naranjo
- Mort à vendre de Faouzi Bensaïdi
- Mr. Tree de Han Jie
- Omar m'a tuer de Roschdy Zem
- Un ovni dans les yeux de Guo Xiaolu
- Présumé Coupable de Vincent Garenq
- Róża de Wojciech Smarzowski
- Sangue del mio sangue de João Canijo
- Une séparation d'Asghar Farhadi
- Sisters and Brothers (en) de Carl Bessai
- Sønner av Norge de Jens Lien
- Superclásico d'Ole Christian Madsen
- Swooni (nl) de Kaat Beels
- Think of Me de Bryan Wizemann
- Union Square (en) de Nancy Savoca
- Le temps dure longtemps (en) d'Özcan Alper
- La Terre outragée de Michale Boganim
- Tzigane de Martin Šulík

### Canada First!
- Amy George (en) de Yonah Lewis et Calvin Thomas
- Leave It on the Floor de Sheldon Larry
- Nuit 1 d'Anne Émond
- The Odds de Simon Davidson
- The Patron Saints de Brian M. Cassidy et Melanie Shatzky
- Roméo Onze d'Ivan Grbovic
- Marécages de Guy Édoin

### Short Cuts Canada
- 4am de Janine Fung
- Acqua de Raha Shirazi
- Afternoon Tea de DJ Parmar
- Combustion de Renaud Hallée
- Derailments de Chelsea McMullan (en)
- The Devil's Due d'Alexander Gorelick
- Doubles with Slight Pepper d'Ian Harnarine (en)
- The Encounter de Nicholas Pye
- A Film Portrait on Reconstructing 12 Possibilities that Preceded the Disappearance of Zoe Dean Drum d'Eduardo Menz
- The Fuse: Or How I Burned Simon Bolivar d'Igor Drljaca (en)
- Heart of Rhyme de Cory Bowles
- Hope de Pedro Pires (en)
- If I Can Fly de Yoakim Bélanger
- Issues d'Enrico Colantoni et Hugh Dillon
- Lie Down and Die de Kyle Sanderson
- Little Theatres: Homage to the Mineral of Cabbage de Stephanie Dudley
- Mandeep de Darrin Klimek
- No Words Came Down de Ryan Flowers
- Of Events de Mathieu Tremblay
- One Night with You de Jeanne Leblanc
- Ora (en) de Philippe Baylaucq
- The Paris Quintet in Practice Makes Perfect de Benjamin Schuetze
- Patch Town de Craig Goodwill
- Pathways de Dusty Mancinelli (en)
- The Pedestrian Jar d'Evan Morgan
- The Red Virgin de Sheila Pye
- A River in the Woods de Christian Sparkes
- La Ronde de Sophie Goyette
- Vent solaire d'Ian Lagarde
- Sorry, Rabbi de Mark Slutsky
- Spirit of the Bluebird de Xstine Cook et Jesse Gouchey
- Les dimanches de Jean-Guillaume Bastien
- Surveillant de Yan Giroux
- Tabula Rasa de Matthew Rankin
- Throat Song de Miranda de Pencier
- Trotteur d'Arnaud Brisebois et Francis Leclerc
- Up in Cottage Country de Simon Ennis
- Waning de Gina Haraszti
- We Ate the Children Last d'Andrew Cividino (en) et Geoff Smart
- Le poids du vide d'Alain Fournier
- The Yodeling Farmer de Mike Maryniuk et John Scoles

### Canada Open Vault
- Hard Core Logo de Bruce McDonald

### Visions
- Alps de Yórgos Lánthimos
- L'Apollonide : Souvenirs de la maison close de Bertrand Bonello
- Chatrak (en) de Vimukthi Jayasundara
- Cut (ja) d'Amir Naderi
- Deste Lado da Ressurreição (pt) de Joaquim Sapinho
- Dreileben : Une minute d'obscurité de Christoph Hochhäusler
- Dreileben : Ne me suis pas de Dominik Graf
- Dreileben : Trompe-la-mort de Christian Petzold
- La Montagne de Ghassan Salhab
- Isda d'Adolf Alix (tl)
- Kotoko de Shin'ya Tsukamoto
- The Loneliest Planet (en) de Julia Loktev
- Monsutâzu kurabu de Toshiaki Toyoda
- Play de Ruben Östlund
- Porfirio (en) d'Alejandro Landes
- Random de Debbie Tucker Green (en)
- The River Used to Be a Man de Jan Zabeil
- Siglo ng Pagluluwal de Lav Diaz
- Tourbillon (en) (Girimunho) de Helvécio Marins Jr.
- Los últimos cristeros (es) de Matías Meyer

### Future Projections
- Buffalo Days de Peter Lynch
- Light as a Feather, Stiff as a Board de Nicholas Pye et Sheila Pye
- Memories of Idaho de James Franco et Gus Van Sant
- Mr. Brainwash in Toronto de Mr Brainwash
- Plot against Time de David Rokeby
- Road Movie d'Elle Flanders et Tamira Sawatzky
- Sanctuary de Gregory Crewdson
- Slow Action de Ben Rivers
- Sunday de Duane Hopkins (en)
- Time as Activity (Buenos Aires) de David Lamelas (es)
- whiteonwhite:algorithmicnoir d'Eve Sussman Rufus Corporation

### Midnight Madness
- The Day de Douglas Aarniokoski
- God Bless America de Bobcat Goldthwait
- The Incident (en) d'Alexandre Courtès
- Kill List de Ben Wheatley
- Livide de Julien Maury et Alexandre Bustillo
- Lovely Molly d'Eduardo Sánchez
- Nuit blanche de Frédéric Jardin
- The Raid de Gareth Evans
- Sumagurâ: Omae no mirai o hakobe de Katsuhito Ishii
- You're Next d'Adam Wingard